# Eugenia papalensis
Eugenia papalensis  es una especie de planta en la familia Myrtaceae. Es un árbol endémico de Guatemala y fue únicamente registrado en el departamento de Huehuetenango. Crece en bosques montano a una altitud de 1800 a 3000 m s. n. m. y puede alcanzar una altura de 12 m.

## Taxonomía
Eugenia papalensis fue descrita por Standl. & Steyerm. y publicado en Publications of the Field Museum of Natural History, Botanical Series 23(3): 130. 1944.
Etimología
Eugenia: nombre genérico otorgado en honor del  Príncipe Eugenio de Saboya.
papalensis: epíteto